# Василіянки
Сестри Василіянки, або СС. Василіянки — жіноча гілка василіянського чернецтва, поділяють його 1600-літнє існування у східно-християнських Церквах — на Близькому Сході, у Греції, південній Італії й між слов'янськими народами.

## Історія
В Україні існування жіночих монастирів датується 1037 роком, коли Ярослав Мудрий збудував жіночу обитель св. Ірини; пізніше у 1086 році Великий князь Всеволод спорудив для своєї дочки Янки відомий Янчин монастир.
З України жіночі монастирі поширилися на Білорусь (серед ін. полоцький св. княгині Євфросинії і бл. 1173). Після Берестейської унії і з обновленням василіянського чернецтва за митрополита Йосифа Велямина Рутського і св. Йосафата Кунцевича почався також розвиток жіночих монастирів на підставі чернечого уставу, складеного Рутським; в середині XVII століття Сестри Василіанки мали 10 монастирів на українсько-білоруських землях (серед іншого у Пинському, Дубні, Острозі, Холмі тощо).
Після занепаду в добу Хмельниччини Сестри Василіянки помножили свої осідки головно у новоприєднаних єпархіях Львова, Перемишля й Луцька та мали на початку XVIII століття 35—40 монастирів (православні черниці — 12). На однаковий уклад життя Сестер Василіянок звернув увагу Замойський синод (1720), але його постанови про загострену клявзуру (затвір) і пожвавлення шкільної діяльності залишилися майже без наслідків, бо Сестри Василіянки здебільша жили поза містами й утримувалися з ручної праці та милостині. Тому єпископи намагалися перевести черниць до більших монастирів, так що 1772 року Сестри Василіянки мали тільки 25 осідків і 200 черниць. З поділами Польщі (1772—1795) Сестри Василіянки втратили під Росією за Катерини II більшість монастирів, решта була примусово скасована у 1832—1839 роках за Миколи І, а тих черниць, що чинили опір, запроторено до монастирської тюрми в Мядзолі Старому на Білорусі або розпущено. У Галичині внаслідок реформ Йосифа II з 12 монастирів Сестер Василіянок залишилися лише 2 — у Словіті (Львівської) і Яворові (Перемиської єпархії), що провадили дівочі школи (з 1881 року ще у Львові).
Щойно, коли 1897 року митрополит Сильвестр Сембратович доручив Василіянам провести реформу Сестер Василіянок, постали їхні нові монастирі та шкільно-виховні установи не тільки в Галичині, але й у США (1911), Юґославії (1915), на Закарпатті (1921—1922) та в Аргентині (1939); разом (без Аргентини) у 1938-39 роках було 26 осідків і понад 300 черниць, що провадили 6 середніх, 7 виділових та фахових шкіл і 10 дівочих інтернатів та сиротинці, захоронки, дитячі садки, шкілки тощо. Монастирі Сестер Василіянок були залежні від місцевої церковної влади і не заявлені один від одного, але назагал вони керувалися правилами митрополита Рутськото, пристосованими до змінених обставин митрополитом Андреєм Шептицьким 1909, і загальними з'їздами (капітулами).
Після радянської окупації Західної України і комуністичного перевороту в Чехо-Словаччині діяльність Чину Сестер Василіянок була заборонена, а самі монахині частково попали на заслання і до в'язниць, так що вони могли певною мірою продовжувати чернече життя лише в Юґославії (6 осідків) і в Польщі (4 осідки). Натомість Сестри Василіянки мають дві чернечі провінції у США з центром у Філядельфії (24 осідки і 140 монахинь, 2 вищі школи, 3 середні і 16 парафіяльних шкіл) та в Юніонтавні б. Пітсбурґу (23 осідки і 143 черниці, 19 шкіл) й одну в Аргентині (4 осідки і 50 черниць та 4 школи) і два монастирі в Австралії й Бразилії. Для кращого розвитку всі Сестри Василіянки з 1951 року становлять один Чин, виключений з-під місцевої церковної влади, що керується одними правилами, схваленими Апостольською Столицею, під верховним проводом архімандрині та її ради у головному монастирі в Римі.

### Архимандрині сестер Чину Святого Василія Великого
- м. Євсевія Білас (1951—1954)
- м. Зиновія Безушко (1954—1963)
- м. Клавдія Федаш (1963—1971)
- м. Емелія Прокопик (1971—1983, дві каденції)
- м. Христофора Малковська (1983—1989)
- м. Дія Стасюк (1989—2001, дві каденції)
- м. Альфонса Данович (2001—2007)
- м. Міріям Клара Коваль (2007—2013)
- м. Дія Стасюк (2013—2019)
- м. Марчела Рункан (2019—2025)
- м. Еммануїла Вішка (з 2025)